# Zahhak

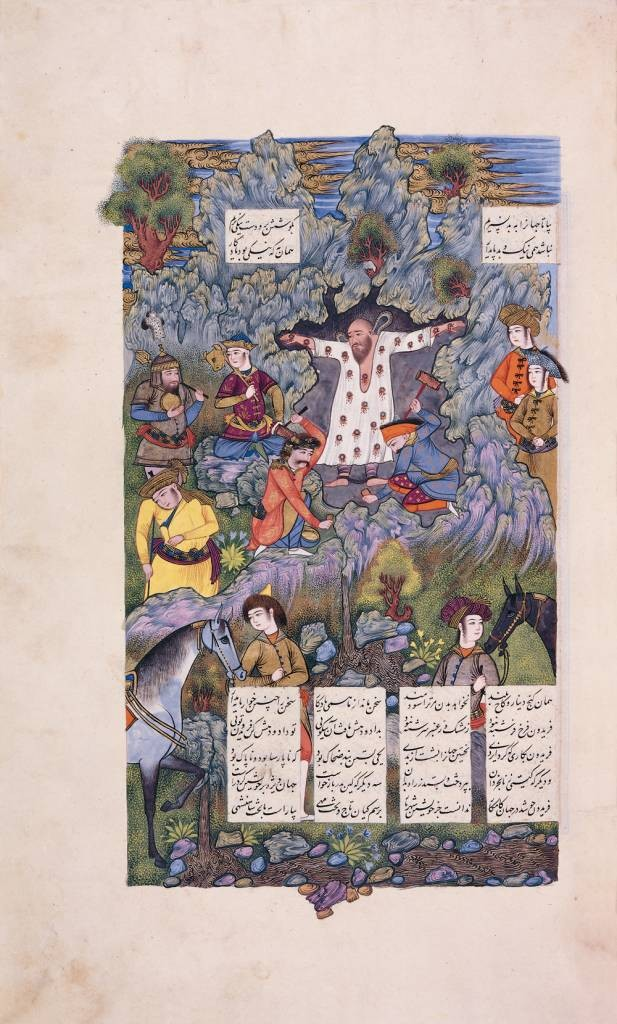
Zahak enchaîné dans une grotte des flancs du mont Damavand, illustrant le Shahnameh de Baysanghori (1430)

Zahak, Zahhak, Zahak-é Tâzi connu aussi sous le nom de Bivar-Asp, qui signifie : « celui qui possède dix mille chevaux » en langue pahlavi (moyen persan), en avestique Āži-Dahāk, est un personnage mythique de la Perse antique.
Zahak, traduction en pahlavi de l'Avesta, personnifie le serpent Azhi Dahaka qui est le mal incarné, sévissant à Bawrou (Babylone). Zahak est représenté par un homme avec deux têtes de serpent lui poussant sur les épaules où il a été embrassé par Ahriman ; "la tête humaine dénote l'homme physique, et les deux têtes de serpent le principe manichéen dual – le dragon et le serpent étant tous deux des symboles de sagesse et de pouvoirs occultes" (TG 333). Pour garder les serpents calmes, il devait les nourrir avec des cerveaux humains. Chaque jour un certain nombre de personnes étaient tuées et leur cerveau était donné aux serpents. Kaveh, après avoir perdu 17 fils qui ont été tués pour satisfaire l'appétit des serpents, eut soif de justice et de vengeance, s'est rebellé contre Zahak et obtint le support du peuple. Au même moment, le prince Fereydoun, avec l'aide de Kaveh, chassa Zahak du trône. Zahak usurpe le trône du roi Jamshid (Yima) et après mille ans de règne est vaincu. Mais Zahak ne pouvait être tué; il fut attaché au mont Damavand, où il restera attaché jusqu'à la fin du monde, moment auquel il serait délivré puis tué par Keresaspa.
Dans le Livre des Rois de Ferdowsi, les personnages dans ce mythe deviennent des personnages historiques : "Il est donc évident que Zahak représente la dynastie assyrienne, dont le symbole était le purpureum signum draconis – le signe pourpre du dragon. Depuis une époque très lointaine (Genèse 14) cette dynastie régnait sur l'Asie, l'Arménie, la Syrie, l'Arabie, Babylone, la Médie et la Perse. Elle a finalement été défaite par Cyrus II et Darius le Grand, après mille ans de règne.